# Дом здравља Грачаница
Дом здравља Грачаница је здравствена установа примарне здравствене заштите која се налази у Грачаници на Косову и Метохији.

## Историја
Кроз историју постојања Дом здравља Грачаница развијао се институционално и пратио судбину Срба у временима након завршетка рата на Косову и Метохији.
Влада Републике Србије дана 07. 12. 1999. године је донела Одлуку о оснивању Дома здравља Грачаница. Новоосновани Дом здравља Грачаница почиње са радом 15. 12. 1999. године.
Преломне 1999. године тадашња Амбуланта Грачаница, која је припадала Дому здравља Приштина, прима под свој кров велики број медицинских радника и техничког особља које је због ратних дешавања напустило медицинске установе широм Косова и Метохије, а понајвећи број из Приштинског Клиничког центра.

## Организацаија
Служба за здравствену заштиту одраслих становника са кућним лечењем у свом саставу има здравствене амбуланте:
1. Амбуланта Сливово
2. Амбуланта Доња Брњица
3. Амбуланта Сушица
4. Амбуланта Лапље Село
5. Амбуланта Преоце
6. Амбуланта Чаглавица.[2]

У обављању здравствене делатности на примарном нивоу Дом здравља пружа превентивне, дијагностичке, терапијске и рахабилитационе услуге из:
- опште медицине,
- педијатрије,
- гинекологије,
- хитне медицинске помоћи са санитетским превозом,
- физикалне медицине и рехабилитације,
- поливалентне патронаже,
- кућног лечења и неге,
- стоматологије,
- биохемијско–хематолошке дијагностике,
- фармацеутске делтности за потребе делатности Дома здравља,
- интерне медицине.